# Elasmus centaurus
Elasmus centaurus är en stekelart som beskrevs av Girault 1920. Elasmus centaurus ingår i släktet Elasmus och familjen finglanssteklar. Inga underarter finns listade i Catalogue of Life.